# Aligia pallida
Aligia pallida är en insektsart som beskrevs av Hepner 1939. Aligia pallida ingår i släktet Aligia och familjen dvärgstritar. Inga underarter finns listade i Catalogue of Life.